# Spastic Ink
Spastic Ink — американский музыкальный коллектив, исполняющий инструментальный прогрессивный метал.

## История
Spastic Ink была создана в 1993 году Роном Джарзомбеком, бывшим гитаристом Watchtower, после того, как он прошёл долгий и тяжёлый процесс восстановления от многочисленных операций руки, из-за чего он был не в состоянии играть в течение нескольких лет. К нему присоединились его старший брат Бобби Джарзомбек на барабанах и бас-гитарист Пит Перес (оба играли в Riot в то время). Трио вскоре записало демо, состоящее из 11 песен, которое было разослано на различные лейблы, в надежде привлечь средства, для проведения более качественной записи. По причине крайней сложности исполняемой ими музыки и с формулировкой, что прогрессив «не является коммерчески жизнеспособным», группа не получила никаких предложений. В конце концов, группа заключила соглашение с немецким инди-лейблом Dream Circle Records. Дебютный альбом Ink Complete был выпущен весной 1997 года, и получил восторженные отзывы. Однако месяц спустя Dream Circle обанкротился и группа потеряла на этом несколько тысяч долларов. Рон Джарзомбек решил переиздать альбом на собственном лейбле EclecticElectric в 2000 году с 25-минутным дополнением в качестве бонусного материала.

## Дискография
- Ink Complete (издан 12 августа 1997 года на Dream Circle, переиздан на EclecticElectric в 2000 году с бонусом)

- Ink Compatible (издан 21 марта 2004 года в США и Европе, 21 апреля 2004 году в Японии и Юго-восточной Азии; ElectricElectric / Marquee/Avalon)

## Состав

### Основной состав
- Рон Джарзомбек — лид-гитара, голос, программинг, лирика, микшер, композитор, графика
- Пит Перес — бас-гитара (1997; 2004: 1, 2, 4, 6, 9)
- Бобби Джарзомбек — ударные (1997; 2004: 1, 2, 4, 6, 7, 9, 10)

### Гости на альбоме 2004 года
- Марти Фридман — соло на гитаре (8)
- Джейсон Макмейстер — лид-вокал (1, 2, 6, 7, 8)
- Билл Доусон — лид-вокал (2)
- Даниэл Гильденлёв — лид-вокал (4)
- Рэй Риндо — бас-гитара (3)
- Майкл Мэнринг — соло на безладовом басу (3)
- Дуг Кейзер — бас-гитара (5, 8)
- Шон Мэлоун — бас-гитара (7)
- Дэвид Пенна — ударные (3, 5)
- Джефф Эбек — ударные (8)
- Йэнс Юханссон — клавишные (1, 6)
- Дэвид Багсби — клавишные, голос (3)
- Джимми Питтс — клавишные (6)
- Кристал Фрэнсис — голос (1)
- Аманда Уитли — голос (3)
- Майк Шлаф — голос (3)
- Билл Стэлкап — голос (4)
- Дженнифер Джарзомбек — голос (8)